# Tiro en los Juegos Olímpicos
El tiro olímpico es una de las distintas especialidades del tiro deportivo. Se divide en dos modalidades: la de precisión, cuyo objetivo es alcanzar un blanco estático o móvil, y la de plato, cuyo objetivo es romper platos lanzados por las máquinas específicas de cada modalidad. El tiro ha sido incluido en el programa olímpico desde la celebración de los primeros JJ. OO. modernos y solo ha faltado a la cita olímpica en los Juegos Olímpicos de San Luis 1904 y en los Juegos Olímpicos de Ámsterdam 1928.
Las normas de las dos especialidades se rigen según la Federación Internacional de Tiro Deportivo (ISSF), organismo internacional con sede en Alemania, que es la encargada de celebrar periódicamente competiciones y eventos en cada una de sus disciplinas.
En 2012, el programa olímpico del tiro deportivo consistía en 15 eventos diferentes: 9 para hombres (M = masculino) y 6 para mujeres (F = femenino), en tres disciplinas diferentes: cinco eventos de tiro con rifles, cinco con pistolas y cinco para tiro al plato con escopeta. El programa olímpico fue cambiado para los Juegos Olímpicos de Pekín 2008 y el número de eventos de tiro pasó de 17 a 15. A pesar de la reducción hubo mayor participación ya que actuaron 390 tiradores procedentes de más de 100 países los que participaron en esa edición de los JJ. OO.

## Modalidades

### Rifle
| N.º | Nombre ISSF             | Género |
| --- | ----------------------- | ------ |
| 1   | Rifle 3 posiciones 50 m | M      |
| 2   | Rifle tendido 50 m      | M      |
| 3   | Rifle de aire 10 m      | M      |
| 4   | Rifle 3 posiciones 50 m | F      |
| 5   | Rifle de aire 10 m      | F      |

#### Rifle 50 metros en tres posiciones
- Disparos en posición de decúbito prono
- Disparos en posición de pie
- Disparos en posición de rodillas

Esta modalidad a 50 m  se subdivide en modalidad masculina y femenina. El arma es un rifle de cañón largo, calibre .22LR, con peso máximo de 8 kg. Durante la competición se disparan 120 tiros contra un blanco a 50 m de distancia. La posición de tirador, el número de disparos y el límite de tiempo son: posición de tendido, cuarenta tiros en una hora; posición de pie, cuarenta tiros en una hora y 45 minutos y posición de rodillas, cuarenta tiros en una hora y quince minutos; por la razón de disparar en tres posiciones cuarenta tiros en cada posición, se le llama, abreviadamente prueba de 3x40. Debe usarse la misma carabina para las tres posiciones; el círculo central del blanco tiene 12,4 mm de diámetro. La prueba femenina es semejante, pero se disparan 20 tiros por posición (3x20). No se utilizan miras ópticas de aumento pero sí las llamadas «miras cerradas» en las que tanto el alza como el punto de mira tienen anillos circulares. El tiro perfecto o diez centrado se consigue poniendo concéntricos los dos anillos circulares indicados con la zona negra del blanco.

#### Rifle 50m en posición tendida
- Disparos en posición de decúbito prono

En esta modalidad también existen las dos diferentes pruebas: la masculina y la femenina. El arma utilizada es un rifle (cañón largo, calibre .22 Long Rifle). El tirador permanece tendido. Se hacen sesenta disparos en seis series de diez disparos cada una, con límite de una hora y media, a un blanco distante 50 metros. No se utilizan miras ópticas de aumento pero sí las miras cerradas que se describieron anteriormente en la modalidad de 120 disparos en tres posiciones.
- Blanco

El blanco es exactamente igual al descrito en el apartado de 120 disparos (3x40) en tres posiciones.

#### Rifle de aire 10 metros
- Disparos en posición de pie con fusil de aire de 4.5 mm (0.177 "), con un peso máximo del rifle 5,5 kg y 60 disparos en posición de pie en un plazo de 105 minutos. El objetivo está dividido en diez anillos. No se utilizan miras ópticas de aumento.

### Pistola
| N.º | Nombre ISSF                  | Género |  |
| --- | ---------------------------- | ------ |  |
| 6   | Pistola 50 m                 | M      |  |
| 7   | Pistola rápida de fuego 25 m | M      |  |
| 8   | Pistola de aire 10 m         | M      |  |
| 9   | Pistola 25 m                 | F      |  |
| 10  | Pistola de aire 10 m         | F      |  |

#### Pistola 50 metros
- Disparos en posición de pie

El tirador masculino dispone de dos horas para los tiros de ensayo en cantidad libre y sesenta tiros válidos para la competición, usando solo una mano. La pistola es de calibre 22LR. No se permite la utilización de miras ópticas de aumento.

#### Pistola rápida de fuego 25 metros
- Disparos en posición de pie

En el tiro rápido se usa una pistola semiautomática calibre 22LR y gatillo con resistencia mínima de 1 kg de peso. El competidor masculino realiza doce series de cinco tiros contra cinco blancos a 25 m de distancia, totalizando sesenta tiros válidos. A una señal, los cinco blancos aparecen simultáneamente, debiendo recibir un tiro cada uno. En las dos primeras series es preciso disparar cinco tiros en ocho segundos, en las dos siguientes en seis segundos y en las dos finales en cuatro segundos. En la segunda parte se repiten las mismas series. No se utilizan miras ópticas de aumento.

#### Pistola de aire 10 metros
- Disparos en posición de pie

Si es un blanco manual se tienen 15 minutos de entrenamiento y 1h y 15 minutos para competir; si es un blanco electrónico se tienen 15 minutos de entrenamientos y 1h y 15 minutos para competir (60 disparos). En cuarenta disparos se dispone de 15 minutos de entrenamiento y 1h para competir en blanco manual, y 10 minutos de entrenamiento y 50 minutos de competición en blanco electrónico. En 20 disparos se dispone de 15 minutos de entrenamiento y media hora de competición si es en blanco manual, y 10 minutos de entrenamiento y 20 minutos para competir si es en blanco electrónico. Los 20 disparos se tiran desde los ocho años hasta los once incluidos. Los 40 disparos se tiran desde los doce años hasta los 16 incluidos. Los 60 disparos se tiran desde los 17 años en adelante.

### Tiro al plato
| N.º | Nombre ISSF | Género |  |
| --- | ----------- | ------ |  |
| 11  | Trap        | M      |  |
| 12  | Doble trap  | M      |  |
| 13  | Skeet       | M      |  |
| 14  | Trap        | F      |  |
| 15  | Skeet       | F      |  |

Las pruebas se dividen en fosa (trap), fosa doble y skeet (tiro al plato). El arma es una escopeta calibre 12. Las pruebas tienen pocas diferencias. En la fosa olímpica y en el skeet hay una fase clasificatoria, en que 125 blancos hechos a base de betún y cal (llamados de platos, con 11 cm de diámetro), son lanzados en cinco series de 25 platos, normalmente tres series en el primer día y dos en el segundo. Al término de la fase clasificatoria, los seis tiradores con mayor suma de platos quebrados disputan una serie final en la cual se suma el número de platos quebrados en la final con la puntuación de la fase clasificatoria, para determinar el vencedor. El plato es clasificado como bueno cuando se quiebra un pedazo visible para el juez; si el plato no se quiebra es considerado "plato perdido" o "cero". En la fosa doble son 150 platos tirados en un día, en tres series de 50 platos, más una final de 50 platos. En el trap, son lanzadas cuatro series de 25 platos, considerando los mejores resultados de cada tirador. No se utilizan miras ópticas de aumento.

#### Fosa
Se dispone de cinco estaciones de tiro y 15 lanzaplatos.

#### Fosa doble
Modalidad semejante a la fosa olímpica y derivada de esta. Son lanzados dos platos simultáneamente desde una fosa a 15 m del tirador. El tirador puede hacer un disparo por cada blanco. Los platos son lanzados a una velocidad de 60 km/h, con un ángulo de 10° entre sí, dentro de un intervalo de 0 a 1 segundo tras una orden del tirador. No se utilizan miras ópticas de aumento.

#### Skeet
En el skeet, los blancos son lanzados a 60 km/h desde dos casetas, una baja y otra alta, distantes 36,7 m entre sí. El tirador dispara a 25 blancos en ocho posiciones dispuestas en una media luna, con el punto central localizado en el medio de las dos casetas. Estas lanzan los platos en dirección una hacia la otra, de modo que los platos se cruzan en el centro de la media luna. No se utilizan miras ópticas de aumento.
El tirador tiene derecho a un disparo por blanco, antes que este llegue a la caseta opuesta a la cual fue lanzado. Los platos pueden salir simultáneamente de ambas casetas; el tirador conoce cuál será la trayectoria del blanco y de qué caseta será lanzado, tras un intervalo de 0 a 3 segundos, iniciado con el comando de voz del tirador. En la fase final se lanza una serie en las mismas condiciones de la fase clasificatoria. No se utilizan miras ópticas de aumento.

## Historia del tiro en los Juegos Olímpicos
El número de las pruebas de tiro al blanco ha variado considerablemente a lo largo de los Juegos Olímpicos. Hubo 21 modalidades en 1920, solo dos en 1932 y ninguna en 1928.
En 1984 se introducen tres pruebas para mujeres; antes habían participado por primera vez en 1968 pero en competiciones masculinas. La mexicana Nuria Ortiz fue la pionera y terminó en 13.er lugar en la prueba de skeet. La primera mujer en ganar una medalla en tiro fue Margaret Murdock en 1976 con carabina (tres posiciones).
El teniente Guilherme Paraense fue el primer brasileño en ganar una medalla de oro en los Juegos Olímpicos de 1920, en la modalidad de tiro rápido. Helmut Bellingrodt fue el primer colombiano en obtener una medalla al lograr la de plata en los Juegos de 1972 en la modalidad de tiro al jabalí. Edwin Vásquez fue el primer deportista peruano que ganó una medalla de oro, en la especialidad pistola libre en los Juegos Olímpicos de Londres 1948.
La competencia se realizó el 2 de agosto en 1948. Vásquez, a pesar de ser un verdadero amateur, haber tenido una preparación muy limitada y finalmente competir con una pistola prestada, se impuso a más de 50 competidores con una puntuación de 545, venciendo a los favoritos Rudolf Schneider, de Suiza, y Tolsten Ullman, de Suecia.
En los Juegos Olímpicos de 1976, Paul Cerutti fue desclasificado de las pruebas de tiro por estar bajo efectos de narcóticos, a pesar de haber terminado en el 43.er lugar entre 44 competidores.
El tiro olímpico es una de las distintas especialidades del tiro deportivo. Se divide en dos modalidades: la de precisión, cuyo objetivo es alcanzar un blanco estático o móvil, y la de plato, cuyo objetivo es romper platos lanzados por las máquinas específicas de cada modalidad. El tiro ha sido incluido en el programa olímpico desde la celebración de los primeros JJ. OO. modernos y solo ha faltado a la cita olímpica en los Juegos Olímpicos de San Luis 1904 y en los Juegos Olímpicos de Ámsterdam 1928.1
Las normas de las dos especialidades se rigen según la Federación Internacional de Tiro Deportivo (ISSF), organismo internacional con sede en Alemania, que es la encargada de celebrar periódicamente competiciones y eventos en cada una de sus disciplinas.
En 2012, el programa olímpico del tiro deportivo consistía en 15 eventos diferentes: 9 para hombres (M = masculino) y 6 para mujeres (F = femenino), en tres disciplinas diferentes: cinco eventos de tiro con rifles, cinco con pistolas y cinco para tiro al plato con escopeta. El programa olímpico fue cambiado para los Juegos Olímpicos de Pekín 2008 y el número de eventos de tiro pasó de 17 a 15. A pesar de la reducción hubo mayor participación ya que actuaron 390 tiradores procedentes de más de 100 países los que participaron en esa edición de los JJ. OO.2

## Ediciones
- Tiro en los Juegos Olímpicos de Atenas 1896
- Tiro en los Juegos Olímpicos de París 1900
- Tiro en los Juegos Olímpicos de Londres 1908
- Tiro en los Juegos Olímpicos de Estocolmo 1912
- Tiro en los Juegos Olímpicos de Amberes 1920
- Tiro en los Juegos Olímpicos de París 1924
- Tiro en los Juegos Olímpicos de Los Ángeles 1932
- Tiro en los Juegos Olímpicos de Berlín 1936
- Tiro en los Juegos Olímpicos de Londres 1948
- Tiro en los Juegos Olímpicos de Helsinki 1952
- Tiro en los Juegos Olímpicos de Melbourne 1956
- Tiro en los Juegos Olímpicos de Roma 1960
- Tiro en los Juegos Olímpicos de Tokio 1964
- Tiro en los Juegos Olímpicos de México 1968
- Tiro en los Juegos Olímpicos de Múnich 1972
- Tiro en los Juegos Olímpicos de Montreal 1976
- Tiro en los Juegos Olímpicos de Moscú 1980
- Tiro en los Juegos Olímpicos de Los Ángeles 1984
- Tiro en los Juegos Olímpicos de Seúl 1988
- Tiro en los Juegos Olímpicos de Barcelona 1992
- Tiro en los Juegos Olímpicos de Atlanta 1996
- Tiro en los Juegos Olímpicos de Sídney 2000
- Tiro en los Juegos Olímpicos de Atenas 2004
- Tiro en los Juegos Olímpicos de Pekín 2008
- Tiro en los Juegos Olímpicos de Londres 2012
- Tiro en los Juegos Olímpicos de Río de Janeiro 2016
- Tiro en los Juegos Olímpicos de Tokio 2020

## Medallero por país
| Núm.  | País                          | Oro | Plata | Bronce | Total |
| ----- | ----------------------------- | --- | ----- | ------ | ----- |
| 1     | Estados Unidos (USA)          | 57  | 31    | 28     | 116   |
| 2     | República Popular China (CHN) | 26  | 16    | 25     | 67    |
| 3     | Unión Soviética (URS)         | 17  | 15    | 17     | 49    |
| 4     | Italia (ITA)                  | 16  | 16    | 11     | 43    |
| 5     | Suecia (SWE)                  | 15  | 24    | 18     | 57    |
| 6     | Reino Unido (GBR)             | 13  | 15    | 19     | 47    |
| 7     | Noruega (NOR)                 | 13  | 8     | 11     | 32    |
| 8     | Francia (FRA)                 | 10  | 14    | 10     | 34    |
| 9     | Alemania (GER)                | 10  | 9     | 5      | 24    |
| 10    | Rusia (RUS)                   | 7   | 13    | 11     | 31    |
| 11    | Corea del Sur (KOR)           | 7   | 9     | 1      | 17    |
| 12    | Suiza (SUI)                   | 7   | 6     | 10     | 23    |
| 13    | Hungría (HUN)                 | 7   | 3     | 7      | 17    |
| 14    | Rumania (ROM)                 | 6   | 4     | 5      | 15    |
| 15    | Equipo Unificado (EUN)        | 5   | 2     | 1      | 8     |
| 16    | Australia (AUS)               | 5   | 1     | 5      | 11    |
| 17    | Finlandia (FIN)               | 4   | 7     | 10     | 21    |
| 18    | Bulgaria (BUL)                | 4   | 7     | 6      | 17    |
| 19    | Grecia (GRE)                  | 4   | 4     | 4      | 12    |
| 20    | Alemania Occidental (FRG)     | 4   | 4     | 3      | 11    |
| Total |                               |     |       |        |       |

- Datos actualizados a 2021.